# Aert van Antum

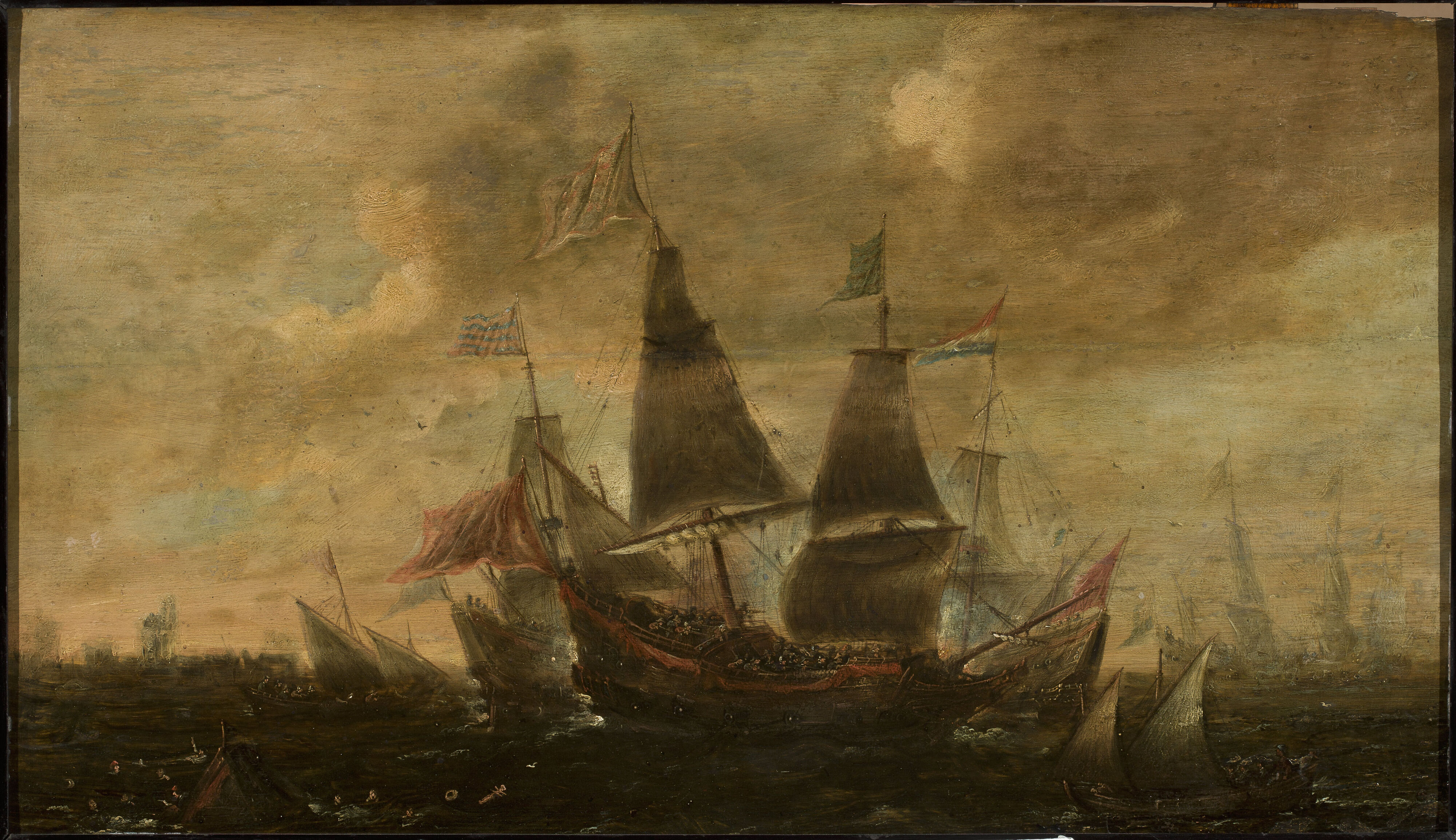
Aert Anthonisz.: Bitwa morska (XVII w.), Muzeum Narodowe w Warszawie

Aert van Antum, też Aert Anthonisz. (ur. 1579 lub 1580 w Antwerii, poch. 7 września 1620 w Amsterdamie) – holenderski malarz pochodzenia flamandzkiego, marynista.

## Życiorys
Mało znany artysta, działający w Amsterdamie w latach 1604–1618, prawdopodobnie uczeń Hendricka Vrooma. Był jednym z pierwszych malarzy marin. Do czasów współczesnych zachowały się nieliczne prace, odznaczające się realizmem i dbałością w oddaniu szczegółów. Jego syn –Hendrick van Anthonissen (1605–1656) – także był malarzem marynistą.
W Muzeum Narodowym w Warszawie znajduje się wczesny obraz artysty, Bitwa morska. Kilka jego prac posiada także Rijksmuseum w Amsterdamie.

## Wybranie prace
- Odjazd floty wojennej, 1608,
- Statek „Zgoda”, 1618, Amsterdam,
- Rozbicie okrętu, Praga.